# Melicytus crassifolius
Melicytus crassifolius (basioniem: Hymenanthera crassifolia) is een plant uit de viooltjesfamilie (Violaceae). De soort is endemisch in Nieuw-Zeeland. 
De Nationale Plantentuin van België heeft de plant in zijn collectie.